# Canadian Bank Note Company
 (mars 2025).
Si vous disposez d'ouvrages ou d'articles de référence ou si vous connaissez des sites web de qualité traitant du thème abordé ici, merci de compléter l'article en donnant les références utiles à sa vérifiabilité et en les liant à la section « Notes et références ».
La Canadian Bank Note Company (CBNC) est une imprimerie canadienne. Elle est surtout connue pour détenir un contrat avec la Banque du Canada pour lui fournir les billets de banque du Canada depuis 1935.
Les autres clients de l'entreprise comprennent des entreprises privées, des gouvernements, des banques centrales et des services postaux du monde entier. Outre les billets de banque, l'entreprise produit des passeports, des permis de conduire, des actes de naissance, des timbres-poste, des coupons et de nombreux autres documents sécurisés. Elle imprime et fournit également des systèmes de lecture de documents pour les cartes d'identité, les billets de loterie, les timbres et les billets de banque.